# Andreas Bjelland
Andreas Bjelland (født 11. juli 1988) er en dansk tidligere professionel fodboldspiller, der spillede for Lyngby BK, FC Nordsjælland, FC Twente, Brentford og F.C. København. Andreas Bjelland spillede endvidere for det danske A-landshold i perioden 2010-18.

## Klubkarriere
Bjelland begyndte at spille fodbold i fødebyen Fredensborg. Han kom som 13-årig til Lyngby BK, hvor han som 18-årig kom med i førsteholdstruppen. I 2009 skiftede han til FC Nordsjælland, hvor han fik sit store gennembrud, idet han var med til at sikre klubben to pokalsejre i 2010 og 2011 samt danmarksmesterskabet 2012.
Den 6. november 2011 blev det offentliggjort, at Bjelland skiftede til hollandske FC Twente med virkning fra sommeren 2012.
Den 2. juli 2015 blev det offentliggjort, at Bjelland skiftede til Brentford FC.
I juli 2018 vendte Andreas Bjelland tilbage til Danmark, da han skrev en fireårig kontrakt med F.C. København. Bjelland blev i sin første sæson danske mester med F.C. København, men en række skader indebar, at han i de efterfølgende sæsoner fik begrænset spilletid. 
I juli 2021 blev indgået en lejeaftale med Lyngby BK, hvor Andreas Bjelland blev udlejet det sidste år af sin aftale med F.C. København. Han opnåede i alt 76 kampe for F.C. København. 
Andreas Bjelland stoppede sin karriere som fodboldspiller i januar 2025 men valgte at fortsætte i Lyngby Boldklub som assistenttræner.

## Landsholdskarriere
Andreas Bjelland debuterede for det danske A-landshold den 17. november 2010 i en venskabskamp mod Tjekkiet, og hjalp senere hen Danmark med til EM 2012 i Polen/Ukraine, da holdet slog Cypern og Portugal i kvalifikationen.
Han var også med i optakten til slutrunden om VM i fodbold 2018, men blev siet fra som en af de sidste, da træner Åge Hareide var usikker på, om Bjelland kunne nå at blive en mindre skade kvit i tide. Bjelland var efterfølgende meget utilfreds med denne beslutning.

## Privat
I februar 2018 blev Bjelland, som en del af de såkaldte "Friends of Lyngby", medejer af sin gamle klub Lyngby BK.